# Roupala percoriacea
Roupala percoriacea är en tvåhjärtbladig växtart som beskrevs av Alwyn Howard Gentry. Roupala percoriacea ingår i släktet Roupala och familjen Proteaceae. Inga underarter finns listade i Catalogue of Life.